# Mardekheh (ort i Iran)
Mardekheh (persiska: مردخه) är en ort i Iran.   Den ligger i provinsen Gilan, i den nordvästra delen av landet, 240 km nordväst om huvudstaden Teheran. Mardekheh ligger 57 meter över havet och antalet invånare är 888.
Terrängen runt Mardekheh är platt åt nordost, men åt sydväst är den kuperad. Runt Mardekheh är det ganska tätbefolkat, med 111 invånare per kvadratkilometer. Närmaste större samhälle är Fūman, 8,6 km nordväst om Mardekheh. Trakten runt Mardekheh består till största delen av jordbruksmark.